# Wybory parlamentarne w Bhutanie w 2013 roku

Skład polityczny Zgromadzenia Narodowego Bhutanu po wyborach powszechnych w 2013 r

Wybory parlamentarne w Bhutanie w 2013 roku do Zgromadzenia Narodowego miały miejsce 31 maja 2013 roku oraz 13 lipca 2013 roku. Rezultatem wyborów było zwycięstwo Ludowej-Demokratycznej Partii Bhutanu (PDP), która zdobyła 32 z 47 mandatów. Wybory były drugimi wyborami powszechnymi w Bhutanie odkąd były Król Jigme Singye Wangchuck rozpoczął proces demokratyzacji państwa.

## Tło
Zgodnie z prawem Komisja Wyborcza musi ogłosić datę, nie później niż 90 dni przed wygaśnięciem kadencji obecnego Zgromadzenia Narodowego, podczas której Król wydaje królewski dekret wzywający do wyborów parlamentarnych oraz rozpoczynający proces wyborczy, by Zgromadzenie Narodowe zostało odtworzone w przeciągu 90 dni od jego wygaśnięcia, ponieważ kadencja Zgromadzenia wybrana w 2008 r. miała swoje pierwsze posiedzenie 8 maja 2008 roku (zgodnie z prawem kadencja Zgromadzenia trwa 5 lat od pierwszego posiedzenia), Król wydał dekret 28 kwietnia 2013 roku.
Zgodnie z prawem, wybory muszą odbyć się w dwóch rundach. Dwie partie z najwyższymi wynikami z pierwszej rundy przechodzą do drugiej. 

## Pierwsza runda
Pierwsza runda odbyła się 31 maja 2013 roku. 
Do wyborów było zarejestrowanych 381 790 osób. Frekwencja wynosiła 55,27%.
W jej wyniku do drugiej rundy przeszły partie:  Druk Phuensum Tshogpa (DPT) z wynikiem 44.52% oraz Ludowo-Demokratyczna Partia Bhutanu (PDP) z wynikiem 32,53%. Reszta partii uzyskała wyniki: Druk Nyamrup Tshogpa – 17,04%, Druk Chirwang Tshogpa – 5,9%.

## Druga runda
Druga runda odbyła się 13 lipca 2013 roku.
Do wyborów było zarejestrowanych 381 790 osób. Frekwencja wynosiła 66,23%.
W jej wyniku wybory do Zgromadzenia Narodowego wygrała partia Ludowo-Demokratyczna Partia Bhutanu (PDP) uzyskując 32 mandaty (54,88%). Partia Druk Phuensum Tshogpa uzyskała 15 mandatów (45,12%).
W rezultacie wyborów premierem został Tshering Tobgay.
| Partia                                 | Partia                              | Pierwsza runda | Pierwsza runda | Druga runda | Druga runda | Druga runda | Druga runda |
| Partia                                 | Partia                              | Głosy          | %              | Głosy       | %           | Mandaty     | +/–         |
| -------------------------------------- | ----------------------------------- | -------------- | -------------- | ----------- | ----------- | ----------- | ----------- |
|                                        | Ludowo-Demokratyczna Partia Bhutanu | 68,650         | 32,53          | 138,760     | 54,88       | 32          | +30         |
|                                        | Druk Phuensum Tshogpa               | 93,949         | 44,52          | 114,093     | 45,12       | 15          | −30         |
|                                        | Druk Nyamrup Tshogpa                | 35,962         | 17,04          |             |             |             |             |
|                                        | Druk Chirwang Tshogpa               | 12,457         | 5,90           |             |             |             |             |
|                                        |                                     |                |                |             |             |             |             |
| Razem                                  | Razem                               | 211,018        | 100            | 252,853     | 100         | 47          | 0           |
| Zarejestrowani wyborcy/frekwencja      | Zarejestrowani wyborcy/frekwencja   | 381,790        | 55,27          | 381,790     | 66,23       |             |             |
| Źródło: Electoral Commission of Bhutan |                                     |                |                |             |             |             |             |